# Westeuropaliga 2016/2017 (Springreiten)
Die Westeuropaliga des FEI-Weltcups Springreiten 2016/2017 (Longines FEI World Cup™ Jumping 2016–2017, Western European League) war die 39. Saison der west- und mitteleuropäischen Liga des FEI-Weltcups der Springreiter. Der Weltcup gilt im Bereich der Westeuropaliga als wichtigste Turnierserie in der Hallensaison.

## Ablauf der Turnierserie
Im Vergleich zur Vorsaison wuchs die Westeuropaliga um zwei Wertungsprüfungen auf nun 13 Weltcupspringen: Göteborg, Austragungsort des letzten Weltcupfinals, führte wieder ein normales Weltcupspringen im Rahmen der Westeuropaliga durch. Zudem stieg das CSI 5* im galicischen A Coruña (Spanien) zum Weltcupturnier auf. Die Saison 2016/2017 umfasste damit den Zeitraum von Mitte Oktober 2016 bis Ende Februar 2017.
Eine weitere Saison lang war der Schweizer Uhrenhersteller Longines Namenssponsor der Turnierserie. Alle Turniere der Liga waren als CSI 5*, der höchsten Kategorie im Springreiten, ausgeschrieben. Sie wurden mit dem Zusatz -W (also CSI 5*-W) gekennzeichnet, um sie als Weltcupturniere kenntlich zu machen. Es qualifizierten sich die besten 18 Reiter der Westeuropaliga sowie Zusatzteilnehmer („extra competitors“) für das Weltcupfinale 2017.
Durchgeführt wurden die Weltcupspringen jeweils am Sonntagnachmittag. Lediglich zwei Turniere wichen traditionell hiervon ab: In Bordeaux fand die Weltcup-Wertungsprüfung bereits am Samstagabend statt, in Mechelen wird diese unabhängig vom Wochentag alljährlich am Nachmittag des 30. Dezember ausgerichtet.
Die Weltcupspringen waren als Springprüfung mit einmaligem Stechen ausgeschrieben, die Hindernishöhe betrug bis zu 1,60 Meter. Das Preisgeld dieser Prüfungen umfasste jeweils mindestens 100.000 €.

## Medien
Die FEI übertrug alle Prüfungen der Westeuropaliga kostenpflichtig über ihr Internet-Portal FEI TV. Im Durchführungsland wurden die Weltcupprüfungen zumeist im Fernsehen live übertragen, auch die anderen Prüfungen der Westeuropaliga wurden in einzelnen Staaten Europas live oder als Aufzeichnung gezeigt. Der pan-europäische Sportsender Eurosport 1 sendete die Prüfungen in einer 60-minütigen Zusammenfassung, die im Regelfall in der Nacht von Montag zu Dienstag (Beginn gegen Mitternacht) zu sehen war.

## Die Prüfungen

### 1. Prüfung: Oslo
Der Auftakt zur Westeuropaliga der Springreiter fand vom 13. bis 16. Oktober 2016 im Rahmen der Oslo Horse Show statt. Diese wurde in der Telenor-Arena in Oslo ausgetragen.
Im ersten Weltcupspringen der Saison kam es zur ungewöhnlichen Situation, dass 20 Reiter ohne Fehler blieben und damit mehr als die Hälfte aller Starter diese Prüfung in das Stechen einzog. Damit war die Herausforderung für die Reiter noch mehr als in anderen Stechen, nicht nur fehlerfrei zu bleiben, sondern auch den Stechparcours in einer wirklich schnellen Zeit zu bewältigen. Acht Reiter glückte es im Stechen, mit ihren Pferden erneut ohne Fehler zu bleiben. Als erstem gelang dies Alberto Zorzi, Bereiter von Jan Tops, mit der Stute Fair Light van’t Heike. Zorzis Zeit von 36,93 Sekunden erwies sich als uneinholbar für die übrigen Reiter, er gewann damit erstmals in seiner Karriere ein Weltcupspringen.
|             | Reiter        | Pferd                  | 1. Umlauf | 1. Umlauf   | Stechen  | Stechen | Wertungs- punkte |
| Strafpunkte | Reiter        | Pferd                  | Zeit (s)  | Strafpunkte | Zeit (s) |         | Wertungs- punkte |
| ----------- | ------------- | ---------------------- | --------- | ----------- | -------- | ------- | ---------------- |
| 1           | Alberto Zorzi | Fair Light van’t Heike | 0         | -           | 0        | 36,93   | 20               |
| 2           | Marcus Ehning | Funky Fred             | 0         | -           | 0        | 37,34   | 17               |
| 3           | Pieter Devos  | Dream of India         | 0         | -           | 0        | 38,10   | 15               |

(Plätze eins bis drei von insgesamt 39 Teilnehmern)

### 2. Prüfung: Helsinki
Das zweite Turnier der Westeuropaliga ist die Helsinki International Horse Show. Das in der Helsingin Jäähalli durchgeführte Reitturnier fand vom 20. bis 23. Oktober 2016 statt. die Weltcupprüfung der Westeuropaliga wurde als Abschlussprüfung des Turniers am 23. Oktober ab 15:40 Uhr ausgetragen.
Im Weltcupspringen von Helsinki blieben gleich 15 Reiter mit ihren Pferden ohne Fehler und bildeten damit das Starterfeld des Stechens. Eine fehlerfreie Runde im Stechen gelang als erstem Mathieu Billot mit dem 10-jährigen Hengst Shiva d'Amaury. Seine Zeit von 32,70 Sekunden erwies sich als echte Herausforderung für die anderen Teilnehmer, erst Romain Duguet gelang es mit Quorida de Treho nochmals fast zwei Sekunden schneller zu sein. Als letztes Starterpaar gingen Meredith Michaels-Beerbaum und Comanche im Stechen an den Start. Während diese in Oslo im Stechen noch zu den langsamsten Paaren gezählt hatten, griff Michaels-Beerbaum in Helsinki an und kam ohne Fehler nur sieben Hundertstelsekunden langsamer als Billot in das Ziel. Dies war die drittschnellste von sechs Null-Fehler-Ritten im Stechen. Romain Duguet verteidigte mit seinem Sieg seinen Vorjahreserfolg an gleicher Stelle.
|             | Reiter                     | Pferd            | 1. Umlauf | 1. Umlauf   | Stechen  | Stechen | Wertungs- punkte |
| Strafpunkte | Reiter                     | Pferd            | Zeit (s)  | Strafpunkte | Zeit (s) |         | Wertungs- punkte |
| ----------- | -------------------------- | ---------------- | --------- | ----------- | -------- | ------- | ---------------- |
| 1           | Romain Duguet              | Quorida de Treho | 0         | -           | 0        | 30,96   | 20               |
| 2           | Mathieu Billot             | Shiva d'Amaury   | 0         | -           | 0        | 32,70   | 17               |
| 3           | Meredith Michaels-Beerbaum | Comanche         | 0         | -           | 0        | 32,78   | 15               |

(Plätze eins bis drei von insgesamt 36 Teilnehmern)

### 3. Prüfung: Lyon
Nach zwei skandinavischen Etappen führte die dritte Station die Westeuropaliga nach Frankreich: Vom 26. Oktober bis 30. Oktober 2016 fand in Lyon das Weltcupturnier Equitá Lyon statt. Austragungsort war das Messegelände Eurexpo. Das Weltcupspringen wurde am 30. Oktober ab 15:30 Uhr durchgeführt.
Acht Reiter zogen hier mit ihren Pferden in das Stechen ein. Das Siegerpaar von Helsinki, Romain Duguet und Quorida de Treho, löste im Stechen Denis Lynch mit All Star ab. Im Stechen mussten die Reiter vom zweiten zum dritten Hindernis einen Bogen fast in Form einer 180 Grad-Wendung vollziehen. Während alle Reiter bis einschließlich Romain Duguet hierfür um das Hindernis 4c einen Bogen ritten, gelang es Daniel Deußer mit Equita van't Zorgvliet vor dem Hindernis 4c herumzukommen. Somit kam er auf eine Zeit von unter 43 Sekunden, blieb ohne Fehler und setzte sich an die Spitzenposition. Kevin Staut folgte auf Deußer und war mit Reveur de Hurtebise sogar noch schneller, ein Hindernisfehler warf ihn jedoch auf den sechsten Platz zurück. Nach Staut ging nur noch Daniel Deußers Stallkollege Lorenzo de Luca an den Start, kam mit seinem 12-jährigen Wallach jedoch nicht an die Zeiten von Deußer und Duguet heran und erreichte somit den dritten Rang.
|             | Reiter          | Pferd                  | 1. Umlauf | 1. Umlauf   | Stechen  | Stechen | Wertungs- punkte |
| Strafpunkte | Reiter          | Pferd                  | Zeit (s)  | Strafpunkte | Zeit (s) |         | Wertungs- punkte |
| ----------- | --------------- | ---------------------- | --------- | ----------- | -------- | ------- | ---------------- |
| 1           | Daniel Deußer   | Equita van't Zorgvliet | 0         | -           | 0        | 42,93   | 20               |
| 2           | Romain Duguet   | Quorida de Treho       | 0         | -           | 0        | 43,68   | 17               |
| 3           | Lorenzo de Luca | Ensor de Litrange LXII | 0         | -           | 0        | 43,80   | 15               |

(Plätze eins bis drei von insgesamt 40 Teilnehmern)

### 4. Prüfung: Verona
Zwei Wochen nach Lyon wurde die vierte Wertungsprüfung der Westeuropaliga ausgerichtet: Im Rahmen der Fieracavalli fand Jumping Verona, das italienische Weltcupturnier der Springreiter, statt. Das Turnier wurde vom 10. bis 13. November 2016 durchgeführt, das Weltcupspringen als Abschluss des Turniers fand am Nachmittag des 13. Novembers statt.
In Verona glückte 13 Reitern der Einzug in das Stechen. Vier der Stechteilnehmer beendeten das Weltcupspringen mit ihren Pferden ohne Fehler. Die deutlich schnellste und fehlerfreie Runde des Stechens brachte dem in Belgien lebenden Ägypter Abdel Said den Sieg, er ritt hier die 9-jährige Stute Hope van Scherpen Donder. Der Vorjahressieger, Simon Delestre, kam mit Chesall auf den zweiten Rang.
|             | Reiter         | Pferd                    | 1. Umlauf | 1. Umlauf   | Stechen  | Stechen | Wertungs- punkte |
| Strafpunkte | Reiter         | Pferd                    | Zeit (s)  | Strafpunkte | Zeit (s) |         | Wertungs- punkte |
| ----------- | -------------- | ------------------------ | --------- | ----------- | -------- | ------- | ---------------- |
| 1           | Abdel Said     | Hope van Scherpen Donder | 0         | -           | 0        | 37,96   | 20               |
| 2           | Simon Delestre | Chesall                  | 0         | -           | 0        | 39,62   | 17               |
| 3           | Martin Fuchs   | Clooney                  | 0         | -           | 0        | 40,62   | 15               |

(Plätze eins bis drei von insgesamt 37 Teilnehmern)

### 5. Prüfung: Stuttgart
Die fünfte Wertungsprüfung der Westeuropaliga der Springreiter wurde im Rahmen der Stuttgart German Masters durchgeführt. Das Turnier, bei dem auch Weltcupprüfungen im Dressurreiten und Vierspännerfahren stattfanden, wurde vom 16. bis 20. November 2016 ausgetragen. Die Wertungsprüfung der Westeuropaliga war in Stuttgart der Große Preis von Stuttgart, welcher am letzten Turniertag ab 15:25 Uhr ausgerichtet wurde.
Im Normalumlauf gab es ungewöhnlich viele fehlerfreie Ritte: Nach gut der Hälfte des Starterfeldes hatte es bereits zehn Null-Fehler-Ritte gegeben, am Ende zogen 19 Reiter mit ihren Pferden in das Stechen ein. Bedingt durch das sehr große Stechstarterfeld und den daraus folgenden Umstand, dass nicht alle Stechteilnehmer in das Preisgeld kommen würden, ritten hier schon die ersten Reiter auf Angriff. Eine fehlerfreie Runde gelang als erstem dem vierten Teilnehmer des Stechens, Cian O’Connor, mit seinem zehnjährigen Hengst Good Luck. Martin Fuchs ging mit Clooney direkt nach O’Connor an den Start und kam fehlerfrei und nur sieben Hundertstelsekunden langsamer als der Führende in das Ziel. Den nachfolgenden Startern gelang es zunächst nicht sich in Führung zu setzen, Hans-Dieter Dreher etwa war zwar schneller, leistete sich jedoch einen Hindernisfehler.
Auch bei Steve Guerdat sah es bis zur Hälfte seines Stechrittes mit der zehnjährigen Stute Bianca nicht so aus, als wenn er die Zeit von Cian O’Connor erreichen würde. Dann aber erhöhte er das Tempo nochmals und kam schneller und ohne Fehler in das Ziel. Vorjahressieger Christian Ahlmann, der in diesem Jahr den Hengst Taloubet Z ritt, lag von Beginn an gut in der Zeit und kam ohne Fehler zwei Sekunden schneller als Guerdat in das Ziel. An diese Leistung kam keiner der weiteren Stechteilnehmer mehr heran, so dass Ahlmann seinen Vorjahressieg verteidigen konnte.
|             | Reiter            | Pferd      | 1. Umlauf | 1. Umlauf   | Stechen  | Stechen | Wertungs- punkte |
| Strafpunkte | Reiter            | Pferd      | Zeit (s)  | Strafpunkte | Zeit (s) |         | Wertungs- punkte |
| ----------- | ----------------- | ---------- | --------- | ----------- | -------- | ------- | ---------------- |
| 1           | Christian Ahlmann | Taloubet Z | 0         | -           | 0        | 42,85   | 20               |
| 2           | Steve Guerdat     | Bianca     | 0         | -           | 0        | 44,95   | 17               |
| 3           | Cian O’Connor     | Good Luck  | 0         | -           | 0        | 45,03   | 15               |

(Plätze eins bis drei von insgesamt 40 Teilnehmern)

### 6. Prüfung: Madrid
Die Madrid Horse Week, das Weltcupturnier von Madrid, war 2016 zum dritten Mal Teil der Westeuropaliga. Die Feria de Madrid bildete den Austragungsort dieser Veranstaltung, die vom 24. bis 27. November 2016 durchgeführt wurde.
Im Weltcupspringen, dem am 27. November 2016 ausgerichteten Großen Preis, blieben im Normalumlauf neun von 40 Reitern fehlerfrei. Im Stechen dieser neun Teilnehmer gelang Ludger Beerbaum mit seinem Wallach Casello der erste Stechritt ohne Fehler. Kevin Staut übernahm nachfolgend mit dem 11-jährigen Wallach Aran die Führung, musste sie jedoch an Marcus Ehning abgeben. Ehning glückte im Sattel des Hengstes Comme il faut als einzigem Reiter, direkt nach dem vorletzten Sprung des Stechparcours eng (vor einem anderen Hindernis) abzuwenden und fand so den besten Weg zum Schlusshindernis, was ihm eine gut vier Zehntelsekunden schnellere Zeit einbrachte. Scott Brash (der hier nach fünf erfolglosen Weltcupspringen seine ersten Weltcuppunkte dieser Saison sammelte) und Denis Lynch glückten nach Ehning ebenso Null-Fehler-Ritte, aufgrund der langsameren Zeiten sortierten sie sich dann auf den Plätzen drei und fünf ein.
|             | Reiter        | Pferd         | 1. Umlauf | 1. Umlauf   | Stechen  | Stechen | Wertungs- punkte |
| Strafpunkte | Reiter        | Pferd         | Zeit (s)  | Strafpunkte | Zeit (s) |         | Wertungs- punkte |
| ----------- | ------------- | ------------- | --------- | ----------- | -------- | ------- | ---------------- |
| 1           | Marcus Ehning | Comme il faut | 0         | -           | 0        | 43,56   | 20               |
| 2           | Kevin Staut   | Aran          | 0         | -           | 0        | 43,98   | 17               |
| 3           | Scott Brash   | M'Lady        | 0         | -           | 0        | 44,04   | 15               |

(Plätze eins bis drei von insgesamt 40 Teilnehmern)

### 7. Prüfung: A Coruña
Neuer Veranstaltungsort einer Wertungsprüfung der Westeuropaliga war die galicische Großstadt A Coruña, welche sich etwa 150 km von Vigo entfernt befindet, wo bis 2011 ein Weltcupturnier stattfand. Das Winterturnier von A Coruña wird seit Jahren auf 5*-Niveau ausgetragen, es findet seit 2014 jeweils zeitgleich zum ehemaligen Weltcupturnier CHI Genf statt. Austragungsort des Turniers war das Centro Hípico Casas Novas, welches sich im Besitz von Amancio Ortega befindet. Anders als bei den übrigen Etappen wurden die Prüfungen somit nicht in einer Messe- oder Veranstaltungshalle durchgeführt, sondern fanden in einer großen (80 × 40 Meter), von viel Holz geprägten, Reithalle statt.
Das Turnier wurde vom 9. bis 11. November 2016 ausgetragen, das Weltcupspringen wurde am späten Nachmittag des 11. Dezembers durchgeführt. Mit einem Preisgeld von 330.000 Euro zählte das Springen zu den höchstdotierten der Weltcupsaison. Im ersten Umlauf blieben sieben Reiter mit ihren Pferden fehlerfrei in der erlaubten Zeit und sicherten sich damit dem Einzug in das Stechen. Eine Hundertstelsekunde zu langsam und damit mit einem Zeitstrafpunkt versehen kam Denis Lynch mit All Star auf den achten Rang.
Im Stechen ging Carlos Enrique Lopez Lizarazo als erster Reiter an den Start, er ritt hier den 11-jährigen, zu Jahresbeginn 2016 von Emanuele Gaudiano übernommenen, Wallach Admara. Lopez Lizarazo bewältigte den Stechkurs nahezu optimal, kam ohne Fehler in 37,84 Sekunden in das Ziel. Diese Zeit erwies sich als uneinholbar für die nachfolgenden Starter. Die letzten beiden Reiter kamen noch in die Nähe dieser Zeit, Maikel van der Vleuten Arera C benötigte 38,18 Sekunden, hatte jedoch einen Hindernisfehler (Rang fünf); Jane Richard Philips blieb ohne Strafpunkte, so dass sie die Zeit von 38,21 Sekunden auf den zweiten Platz brachte.
|             | Reiter                        | Pferd           | 1. Umlauf | 1. Umlauf   | Stechen  | Stechen | Wertungs- punkte |
| Strafpunkte | Reiter                        | Pferd           | Zeit (s)  | Strafpunkte | Zeit (s) |         | Wertungs- punkte |
| ----------- | ----------------------------- | --------------- | --------- | ----------- | -------- | ------- | ---------------- |
| 1           | Carlos Enrique Lopez Lizarazo | Admara          | 0         | -           | 0        | 37,84   | 20               |
| 2           | Jane Richard Philips          | Pablo de Virton | 0         | -           | 0        | 38,21   | 17               |
| 3           | Ludger Beerbaum               | Casello         | 0         | -           | 0        | 38,58   | 15               |

(Plätze eins bis drei von insgesamt 40 Teilnehmern)

### 8. Prüfung: London
Da der erste Weihnachtstag im Jahr 2016 auf einen Sonntag fiel, wurde das britische Weltcupturnier ungewohnt früh ausgetragen: Die stets am Montag vor Weihnachten endende Olympia London International Horse Show fand vom 13. bis 19. Dezember 2016 in der Olympia Grand Hall in London statt.
Das am Nachmittag des vorletzten Turniertages ausgerichtete Weltcupspringen wurde zu einem Doppelerfolg für die Gastgeber: Im 13 Reiter starken Stechen blieben fünf Teilnehmer erneut ohne Fehler, hiervon drei aus Großbritannien. Der Sieg ging an den Schotten Scott Brash, der hier die zehnjährige Stute M'lady ritt; Zweiter wurde Ben Maher mit der Fuchsstute Diva II. Der dritte Rang ging an den vom Prüfungssponsor H&M unterstützten Belgier Nicola Philippaerts.
|             | Reiter              | Pferd              | 1. Umlauf | 1. Umlauf   | Stechen  | Stechen | Wertungs- punkte |
| Strafpunkte | Reiter              | Pferd              | Zeit (s)  | Strafpunkte | Zeit (s) |         | Wertungs- punkte |
| ----------- | ------------------- | ------------------ | --------- | ----------- | -------- | ------- | ---------------- |
| 1           | Scott Brash         | M'lady             | 0         | -           | 0        | 38,73   | 20               |
| 2           | Ben Maher           | Diva II            | 0         | -           | 0        | 38,85   | 17               |
| 3           | Nicola Philippaerts | Harley vd Bisschop | 0         | -           | 0        | 39,07   | 15               |

(Plätze eins bis drei von insgesamt 35 Teilnehmern)

### 9. Prüfung: Mechelen
Wie in den Vorjahren, so fand auch in dieser Saison die letzte Etappe im Kalenderjahre 2016 im belgischen Mechelen statt. Das traditionell letzte große Turnier des Reitsportjahres, Jumping Mechelen - Vlaanderens Kerstjumping, wurde vom 26. bis 30. Dezember 2016 ausgetragen.
Eine fehlerfreie Runde glückte im ersten Umlauf der am Nachmittag des 30. Dezembers ausgetragenen Weltcupprüfung 12 Reitern. Im Stechen als erster Starter antreten musste der Sieger des am Vortag durchgeführten Großen Preises von Mechelen, Holger Wulschner. Wulschner, der im Weltcupspringen den 12-jährigen Rappwallach Skipper ritt, blieb auch im Stechen ohne Fehler und setzte sich mit der schnellen Zeit von 40,08 Sekunden in Führung. Die Führung nahm ihm der 21-jährige Jos Verlooy ab, der mit dem Schimmelhengst Caracas am Start war. In Folge blieben einige Reiter ohne Fehler, doch keinem gelang dabei eine Zeit von weniger als 41 Sekunden. Erst der letzte Starter, Roger-Yves Bost, war mit Sydney Une Prince ohne Fehler und nochmals fast eine Sekunde schneller als Verlooy.
|             | Reiter           | Pferd             | 1. Umlauf | 1. Umlauf   | Stechen  | Stechen | Wertungs- punkte |
| Strafpunkte | Reiter           | Pferd             | Zeit (s)  | Strafpunkte | Zeit (s) |         | Wertungs- punkte |
| ----------- | ---------------- | ----------------- | --------- | ----------- | -------- | ------- | ---------------- |
| 1           | Roger-Yves Bost  | Sydney Une Prince | 0         | -           | 0        | 38,86   | 20               |
| 2           | Jos Verlooy      | Caracas           | 0         | -           | 0        | 39,71   | 17               |
| 3           | Holger Wulschner | Skipper           | 0         | -           | 0        | 40,08   | 15               |

(Plätze eins bis drei von insgesamt 40 Teilnehmern)

### 10. Prüfung: Leipzig
Mit dem zweiten deutschen Weltcupturnier der Springreiter startete die Westeuropaliga in das Jahr 2017: Die Partner Pferd wurde vom 19. bis 22. Januar 2017 auf dem Leipziger Messegelände durchgeführt.
Weltcupspringen dieses Turniers war der am letzten Turniertag ausgerichtete Große Preis. Die erlaubte Zeit spielte im ersten Umlauf kaum eine Rolle, gleich 16 Reitern gelang mit einer fehlerfreien Runde hier der Einzug in das Stechen. Als erster Reiter ging der 21-jährige Guido Klatte in das Stechen, mit seinem Fuchswallach Qinghai machte er den nachfolgenden Reitern gleich eine anspruchsvolle Vorgabe mit einer zügigen fehlerlosen Runde. Als zweite Starter kamen die Vorjahressieger, Niklas Krieg und Carella in den Stechparcours, ihnen glückte eine nochmals eine Sekunde schnellere Null-Fehler-Runde.
Den nächsten acht Reitern gelang es nicht an Krieg heranzukommen, trotz vielen auf Angriff angelegter Runden (so etwa der Ritt von Roger-Yves Bost, der mit Sydney Une Prince eine Abkürzung durch die Pflanzendekoration hindurch wählte). Erst Kevin Staut schaffte es, mit Reveur de Hurtebise ohne Fehler in unter 42 Sekunden in das Ziel zu kommen und sich damit in Führung zu setzen. Ludger Beerbaum setzte sich mit seinem Fuchswallach Casello in der Rangierung genau hinter Niklas Krieg und sicherte sich damit die erforderlichen Weltcuppunkte, die seine Qualifikation für das Weltcupfinale weitgehend sicher machten. Der drittletzte Ritt in Stechen sollte zum Siegesritt werden: Gregory Wathelets Ritt mit der Schimmelstute Coree schien wenig spektakulär, doch kam er ohne Strafpunkte in nur 41,77 Sekunden in das Ziel und verdrängte Kevin Staut damit auf den zweiten Platz.
|             | Reiter           | Pferd               | 1. Umlauf | 1. Umlauf   | Stechen  | Stechen | Wertungs- punkte |
| Strafpunkte | Reiter           | Pferd               | Zeit (s)  | Strafpunkte | Zeit (s) |         | Wertungs- punkte |
| ----------- | ---------------- | ------------------- | --------- | ----------- | -------- | ------- | ---------------- |
| 1           | Gregory Wathelet | Coree               | 0         | -           | 0        | 41,77   | 20               |
| 2           | Kevin Staut      | Reveur de Hurtebise | 0         | -           | 0        | 41,94   | 17               |
| 3           | Niklas Krieg     | Carella             | 0         | -           | 0        | 43,76   | 15               |

(Plätze eins bis drei von insgesamt 40 Teilnehmern)

### 11. Prüfung: Zürich
Eine Woche nach dem Weltcupspringen von Leipzig wurde bereits die nächste Weltcupprüfung der Westeuropaliga ausgetragen. Die Prüfung wurde im Rahmen des CSI Zürich durchgeführt, das Turnier fand vom 27. bis zum 29. Januar 2017 im Hallenstadion in Zürich statt.
Den ersten Umlauf des Classic, des Weltcupspringens von Zürich, beendeten neun Reiter mit einer Nullrunde. Zeitstrafpunkte gab es im ersten Umlauf kaum. Im Stechen der besten neun Teilnehmer ritten sich weniger favorisierte Reiter an die Spitze des Feldes: Als zweiter Starter im Stechen brachte sich der Kolumbianer Carlos Enrique Lopez Lizarazo mit Admara fehlerfrei in einer Zeit von 38,43 Sekunden in Führung. Nochmal über zwei Sekunden schneller und ohne Fehler war Eduardo Álvarez Aznar, der sich damit mit seinem 12-jährigen Wallach Rokfeller de Pleville an die Spitze des Feldes setzte. Als letzter Starter ging Max Kühner in das Stechen. Kühner, der bis hierhin an fast jeder der Weltcupspringen der Westeuropaliga teilgenommen hatte, aber erst 18 Wertungspunkte sammeln konnte, blieb ebenso ohne Fehler und ritt insbesondere auf der letzten Linie des Stechens auf Risiko, dies wurde mit dem zweiten Platz belohnt. Auf Rang vier kam William Whitaker mit dem im Sommer von Joe Clee übernommenen Hengst Utamaro d'Ecaussines, ohne Fehler in einer Zeit von 38,82 Sekunden.
|             | Reiter                        | Pferd                 | 1. Umlauf | 1. Umlauf   | Stechen  | Stechen | Wertungs- punkte |
| Strafpunkte | Reiter                        | Pferd                 | Zeit (s)  | Strafpunkte | Zeit (s) |         | Wertungs- punkte |
| ----------- | ----------------------------- | --------------------- | --------- | ----------- | -------- | ------- | ---------------- |
| 1           | Eduardo Álvarez Aznar         | Rokfeller de Pleville | 0         | -           | 0        | 36,20   | 20               |
| 2           | Max Kühner                    | Cornet Kalua          | 0         | -           | 0        | 38,03   | 17               |
| 3           | Carlos Enrique Lopez Lizarazo | Admara                | 0         | -           | 0        | 38,43   | 15               |

(Plätze eins bis drei von insgesamt 38 Teilnehmern)

### 12. Prüfung: Bordeaux
Die vorletzte Etappe der Westeuropaliga der Springreiter wurde Anfang Februar 2017 durchgeführt: Im Rahmen des Jumping International de Bordeaux fand die zwölfte Prüfung der Westeuropaliga stat. Dieses zweite Weltcupturnier Frankreichs wird vom 3. bis 5. Februar 2017 im Parc de Expositions de Bordeaux ausgerichtet.
Im Normalumlauf des am Abend des Turniersamstags ausgetragenen Weltcupspringens kam es zu einer enorm hohen Zahl an fehlerfreien Ritten, gut die Hälfte der Reiter (19 von 39) erreichte das Stechen. Gleich zu Beginn des Stechens gelang Leopold van Asten mit Zidane eine schnelle Nullrunde, die im am Ende den zweiten Platz bringen sollte. Auch früh im Stechen waren Guido Klatte mit Qinghai und Markus Brinkmann mit dem 10-jährigen Wallach Dylon am Start, fehlerfreie Ritte in 38,09 bzw. knapp unter 40 Sekunden brachten ihnen im Endergebnis den dritten bzw. fünften Platz sowie gute Chancen auf einen Teilnahme am Weltcupfinale. Während ein Hindernisfehler Ludger Beerbaums Chance, mit Chiara eine Topplatzierung in dieser Prüfung zu erreichen, zunichtemachte, blieb der Sieg in Frankreich. Julien Epaillard sicherte sich mit dem 13-jährigen Quick Star-Sohn Quatrin de la Roque ohne Fehler in unter 36 Sekunden den ersten Platz.
|             | Reiter            | Pferd               | 1. Umlauf | 1. Umlauf   | Stechen  | Stechen | Wertungs- punkte |
| Strafpunkte | Reiter            | Pferd               | Zeit (s)  | Strafpunkte | Zeit (s) |         | Wertungs- punkte |
| ----------- | ----------------- | ------------------- | --------- | ----------- | -------- | ------- | ---------------- |
| 1           | Julien Epaillard  | Quatrin de la Roque | 0         | -           | 0        | 35,92   | 20               |
| 2           | Leopold van Asten | Zidane              | 0         | -           | 0        | 37,71   | 17               |
| 3           | Guido Klatte jun. | Qinghai             | 0         | -           | 0        | 38,09   | 15               |

(Plätze eins bis drei von insgesamt 39 Teilnehmern)

### 13. Prüfung: Göteborg
Nachdem in Göteborg gut zehn Monate zuvor das Weltcupfinale der Saison 2015/2016 durchgeführt wurde, bildete die Göteborg Horse Show wieder den Saisonabschluss der Westeuropaliga. Das Turnier wurde vom 22. bis 26. Februar 2017 ausgetragen, am 26. Februar hatten die Springreiter die letzte Chance auf Weltcuppunkte.
Im ersten Umlauf des Weltcupspringens war die erlaubte Zeit großzügig gewählt, keiner der 33 Teilnehmer kassierte Zeitstrafpunkte für das Überschreiten der erlaubten Zeit. Der Einzug in das Stechen gelang 12 Reitern mit einem fehlerfreien Ritt.
Früh im Stechen ging Olivier Robert mit Quenelle du Py in Führung, Robert Smith kam mit der 12-jährigen Stute Bavi in einer nur acht Hundertstelsekunden langsamer Zeit in das Ziel (im Endergebnis die Plätze vier und fünf). Eine gute Chance auf die Übernahme der Führung hatte Christian Ahlmann, der mit Colorit in 37,96 Sekunden in das Ziel kam. Ein Hindernisfehler am Aussprung der zweifachen Kombination warf ihn jedoch zurück und nahm ihm zudem seine letzte Möglichkeit, sich noch für das Weltcupfinale zu qualifizieren. Die Spitzenposition übernahm jedoch der nächste Starter im Stechen: Maikel van der Vleuten kam mit seinem Erfolgspferd Verdi ohne Fehler in das Ziel, mit einer Zeit, die noch eine Sekunde unter der Zeit von Ahlmann lag.
Während sich van der Vleutens Landsmann Leopold van Asten noch auf den zwischenzeitlich zweiten Platz setzen konnte, glückte dem vorletzten Starter im Stechen eine neue Bestleistung: Unter dem Jubel des schwedischen Publikums übernahm Henrik von Eckermann mit der 11-jährigen Stute Mary Lou den ersten Platz. Als letzter Reiter ging Simon Delestre in das Stechen, er trat mit dem erfolgreichsten Springpferd des Jahres 2016, Chesall, an. Doch auch bei ihm kam es zu einem Fehler, so dass der Sieg in Henrik von Eckermann ging.
|             | Reiter                 | Pferd    | 1. Umlauf | 1. Umlauf   | Stechen  | Stechen | Wertungs- punkte |
| Strafpunkte | Reiter                 | Pferd    | Zeit (s)  | Strafpunkte | Zeit (s) |         | Wertungs- punkte |
| ----------- | ---------------------- | -------- | --------- | ----------- | -------- | ------- | ---------------- |
| 1           | Henrik von Eckermann   | Mary Lou | 0         | -           | 0        | 36,76   | 20               |
| 2           | Maikel van der Vleuten | Verdi    | 0         | -           | 0        | 36,83   | 17               |
| 3           | Leopold van Asten      | Zidane   | 0         | -           | 0        | 38,06   | 15               |

(Plätze eins bis drei von insgesamt 33 Teilnehmern)

## Gesamtwertung
Anhand der Gesamtwertung wurde nach Abschluss aller Wertungsprüfungen ermittelt, welche 18 Reiter aus den Staaten im Bereich der Westeuropaliga sich für das Finale qualifizieren. Zudem konnten sich weitere Reiter aus anderen Staaten über die Westeuropaliga für das Weltcupfinale qualifizieren, soweit sie im Bereich der Mittel-/ Westeuropaliga wohnhaft sind.
Die Reiter konnten zudem auch in der Nordamerikanischen Weltcupliga Punkte sammeln (siehe „weitere“ in der nachfolgenden Tabelle). Wertungspunkte aus anderen Weltcupligen der Welt werden hingegen nicht in die Westeuropaliga übernommen. Die Anzahl der Prüfungen, bei denen ein Reiter Wertungspunkte sammeln kann, ist auf sieben begrenzt.
Das Reglement findet sich im Hauptartikel zum Springreiter-Weltcup.
Vorbehaltlich der letzten Wertungsprüfung der Nordamerikaliga Anfang März 2017 stellte sich die Gesamtwertung wie folgend dar: Mit fünf sicher qualifizierten Reitern aus der Westeuropaliga sowie dem sich über die Nordamerikaliga qualifizierenden, in Texas wohnhaften Christian Heineking wird Deutschland voraussichtlich das größte Aufgebot einer europäischen Nation beim Weltcupfinale stellen. Besonderheit hierbei ist, dass sich aus dem deutschen Championatkader nur Marcus Ehning hierfür qualifizieren konnte.
Auf dem „zweiten Rang“ folgt Frankreich mit drei für Omaha qualifizierten Springreitern. Aus der Schweiz kann sich neben zwei sicher qualifizierten Reitern noch Martin Fuchs Hoffnung auf ein Nachrücken in den Kreis der Qualifizierten machen, für Österreich hat Max Kühner zum zweiten Mal die Startberechtigung für das Weltcupfinale erhalten.
|    | Reiter                        | Oslo | Helsinki | Lyon | Verona | Stutt- gart | Madrid | A Coruña | London | Mechelen | Leipzig | Zürich | Bordeaux | Göte- borg | weitere | Wertungs- punkte |
| -- | ----------------------------- | ---- | -------- | ---- | ------ | ----------- | ------ | -------- | ------ | -------- | ------- | ------ | -------- | ---------- | ------- | ---------------- |
| 1  | Kevin Staut                   | (0)  | 7        | 11   | 10     | 11          | 17     | —        | (0)    | 5        | 17      | (0)    | (0)      | (0)        | —       | 78               |
| 2  | Lorenzo de Luca               | 6    | (0)      | 15   | (0)    | 10          | 11     | —        | 11     | 7        | —       | 7      | (5)      | (0)        | —       | 67               |
| 3  | Denis Lynch                   | —    | —        | 13   | —      | —           | 12     | 9        | —      | 11       | (0)     | 0      | 13       | 6          | —       | 64               |
| 4  | Henrik von Eckermann          | (0)  | (0)      | —    | 0      | —           | 9      | 13       | —      | 12       | 5       | —      | 0        | 20         | —       | 59               |
| 5  | Ludger Beerbaum               | —    | —        | —    | —      | 0           | 13     | 15       | —      | —        | 13      | 5      | 10       | —          | —       | 56               |
| 6  | Steve Guerdat                 | 13   | 12       | —    | 0      | 17          | —      | —        | 2      | —        | —       | 0      | 3        | —          | —       | 47               |
| 7  | Guido Klatte jun.             | —    | —        | —    | —      | —           | —      | —        | 3      | 0        | 10      | —      | 15       | —          | 19      | 47               |
| 8  | Gregory Wathelet              | —    | —        | 6    | —      | —           | 10     | —        | —      | 1        | 20      | 0      | 8        | —          | —       | 45               |
| 9  | Leopold van Asten             | (0)  | 2        | —    | —      | 3           | —      | 3        | —      | 4        | —       | 0      | 17       | 15         | —       | 44               |
| 10 | Simon Delestre                | 5    | —        | 9    | 17     | (0)         | (0)    | —        | —      | (0)      | 3       | 0      | 0        | 10         | —       | 44               |
| 11 | Romain Duguet                 | —    | 20       | 17   | —      | —           | 6      | —        | —      | —        | —       | 0      | —        | —          | —       | 43               |
| 12 | Carlos Enrique Lopez Lizarazo | —    | —        | 0    | —      | 8           | —      | 20       | —      | —        | —       | 15     | 0        | —          | —       | 43               |
| 13 | Holger Wulschner              | —    | 0        | —    | —      | 9           | —      | 7        | —      | 15       | 0       | 0      | —        | 11         | —       | 42               |
| 14 | Marcus Ehning                 | 17   | —        | (0)  | —      | 0           | 20     | —        | 4      | —        | 0       | —      | 0        | 0          | —       | 41               |
| 15 | Max Kühner                    | (0)  | (0)      | (0)  | 0      | 6           | —      | 4        | —      | 0        | 8       | 17     | 6        | —          | —       | 41               |
| 16 | Sergio Álvarez Moya           | —    | —        | 1    | 12     | 2           | 0      | 10       | —      | 0        | —       | —      | —        | —          | 15      | 40               |
| 17 | Nicola Philippaerts           | —    | —        | —    | —      | (0)         | —      | 8        | 15     | 0        | —       | 8      | 0        | 0          | 8       | 39               |
| 18 | Olivier Robert                | —    | 5        | 12   | —      | (0)         | (0)    | —        | 9      | —        | 0       | 0      | 0        | 13         | —       | 39               |
| 19 | Markus Brinkmann              | —    | —        | —    | —      | 7           | —      | —        | —      | —        | 12      | —      | 12       | 8          | —       | 39               |
| 20 | Maikel van der Vleuten        | 0    | 9        | —    | —      | —           | 0      | 12       | —      | —        | 0       | 0      | 0        | 17         | —       | 38               |
| 21 | Martin Fuchs                  | —    | 1        | —    | 15     | 13          | —      | —        | —      | 0        | 9       | —      | —        | —          | —       | 38               |
| 22 | Scott Brash                   | (0)  | (0)      | (0)  | 0      | 0           | 15     | —        | 20     | —        | 0       | —      | 0        | 0          | —       | 35               |
| 23 | Pieter Devos                  | 15   | 13       | —    | —      | —           | (0)    | 0        | —      | 0        | 7       | —      | 0        | 0          | —       | 35               |

## Weltcupfinale
Erstmals Austragungsort eines Weltcupfinals der FEI ist Omaha im US-amerikanischen Bundesstaat Nebraska. Hier werden vom 27. März bis zum 2. April 2017 die Weltcupfinals der Springreiter und der Dressurreiter durchgeführt.